# Pelhřimov
Pelhřimov je grad u Češkoj. Nalazi se u pokrajini Vysočina te je središte istoimenog okruga. Prema popisu stanovništva 2021., u gradskoj općini živio je 16.012 stanovnika, od toga u samom Pelhřimovu živio u 2011. godini 14.513 stanovnika.

## Naselja
U sastavu grada Pelhřimova nalazi se 27 naselja: Benátky, Bitětice, Čakovice, Hodějovice, Houserovka, Chvojnov, Janovice, Jelcovy Lhotky, Kocourovy Lhotky, Lešov, Lipice, Myslotín, Nemojov, Ostrovec, Pejškov, Pelhřimov, Pobistrýce, Radětín, Radňov, Rybníček, Skrýšov, Služátky, Starý Pelhřimov, Strměchy, Útěchovičky, Vlásenice i Vlásenice-Drbohlavy.